# Pierre Charvet
Pour les articles homonymes, voir Charvet.
Pierre Charvet, né le 18 janvier 1968 à Montpellier, est un compositeur français. Il compose pour une grande variété d'instruments, notamment électroniques. Il écrit aussi pour le cinéma et présente des émissions à la radio et à la télévision.

## Biographie
Pierre Charvet effectue sa formation musicale à la Manhattan School of Music de New York, où il reçoit en 1991 le « Jon Wooley Award » pour ses « talents exceptionnels en composition ». La même année, à 23 ans, il entre à l'Ircam à Paris. Ses professeurs sont Philippe Manoury et Tristan Murail. Trois ans plus tard, il est nommé professeur de composition à la Manhattan School of Music. Il démissionne de ce poste en 2001.
Sa musique, bien qu'instrumentale, fait largement appel aux nouvelles technologies. Elle a fait l'objet de nombreuses commandes, de concerts, de diffusions radios et télévisions. And Death, pour alto et ordinateur, est créé à Radio France en 2005.
Parallèlement à l'écriture de son œuvre, Pierre Charvet a composé pour le cinéma, conçu des habillages sonores pour la télévision, et collaboré avec des artistes multimédia. Il écrit et présente des émissions sur la musique, à la radio (France Musique, France Info) et à la télévision (France 2, France 5, Mezzo). Il présente aussi la série des concerts pédagogiques de la salle Pleyel et de la Cité de la musique à Paris.
Compositeur associé de l'orchestre créé par le chef François-Xavier Roth, Les Siècles, son œuvre pour orchestre Regardez-le !, fruit de cette collaboration, créée au Festival Juventus, a été également jouée à Radio France à Paris, à l’opéra de Rouen, au Cirque d'Hiver à Paris, aux World Symphony Series à Durban, et en 2008 à Hong Kong.
De 2011 à 2014, Pierre Charvet est directeur adjoint du festival de Radio France et Montpellier Languedoc Roussillon.
En juillet 2014, il est nommé directeur adjoint de France Musique et, en 2018, délégué à la création musicale de Radio France.

### Famille
Pierre Charvet est le père de la mezzo-soprano Adèle Charvet. Il est également le cousin germain du rugbyman Denis Charvet.
Il a été élevé par le poète Frédéric Jacques Temple, dont il est le beau-fils et dont il a mis en musique plusieurs poèmes,.

## Œuvres musicales principales
- La Chasse Infinie, cycle pour voix et électronique, sur cinq poèmes de Frédéric Jacques Temple, 2021
- Kaddish (pour FJ), pour violoncelle et électronique (ou 2 violoncelles et piano), commande de Musique et vin au Clos Vougeot, 2021[7]
- Come Back, pour balafon chromatique et électronique, 2015
- And it was done, pour flûte et électronique, 2008
- Come away, pour balafon chromatique et électronique, commande du Festival Juventus, 2008
- L’Épilogue à l’homme qui danse, spectacle de Philippe Caubère, 2007
- Regardez-Le !, pour orchestre symphonique et électronique, commande de François-Xavier Roth et Les Siècles, 2006
- And Death, pour alto solo et électronique, commande d'Etat, 2005
- Copla, pour orchestre à cordes et électronique, commande de François-Xavier Roth et Les Siècles, 2004
- L'Ombre de la lune, sur un poème de Frédéric Jacques Temple, pour voix et électronique, 2001
- Neuf Études aux deux mondes, pour piano et électronique, commande du GRM, 2000
- L'Invitation au voyage, pour 3 chanteuses et électronique, 1995
- Brandenburg, pour violon et électronique, 1995
- Qohelet, pour mezzo-soprano, percussions et électronique, commande de l'Ircam, 1992
- The Same Spot (Not I), pour mezzo-soprano et électronique, 1991
- Villa Marguerite II, sur un poème de Frédéric Jacques Temple, pour 4 chanteurs, 4 saxophones, 2 synthétiseurs et 3 percussionnistes, 1991
- Manhattan, pour bande magnétique, 1988
- Über dieser Fuge, pour voix et bande magnétique, 1987
- Sextuor, pour cordes et percussions, 1986

## Publications
- Comment parler de musique aux enfants[8], Adam Biro
- Conversation avec Philippe Caubère, L’Insolite

## Discographie
- L'Invitation au voyage avec Brandenburg, L'Invitation au Voyage, L'ombre de la lune, Neuf Etudes aux Deux Mondes, Qohelet, Epilogue (CD monographique), avec Michael Abramovich, Roland Auzet, Julie Hassler, Billie Lee Hart, Els Janssen, Béatrice Mayo-Felip, Armelle Orieux, Jacques Prat, 2002, Universal Classics France 472 515-2 Grand prix des compositeurs de La Lettre du musicien.
- Neuf Etudes aux Deux Mondes dans Electrocosmia de Peng-Chian Chen, CD Innova Recordings (en), Forum des compositeurs américains (en) 2021, B08XYDGZZX

## Parcours à la radio
- 2008-2011 : auteur et présentateur de l'émission quotidienne Le mot du jour sur France Musique[9]
- 2011-2013 : auteur et présentateur de l'émission quotidienne Du côté de chez Pierre sur France Musique[10]
- 2013-2014 : auteur et présentateur de l'émission Le Grand Caléidophone, chaque dimanche sur France Musique[11].

## Télévision
(Écriture et présentation.)
- Presto !, émission hebdomadaire sur France 2, 2007-2011[12]
- La Musique de Maître Pierre, série documentaire 26 × 6 min, Mezzo, 2004
- Simple comme musique, série documentaire 6 × 26 min, France 5, 2003[13]